# Hermann Pohl
Hermann Pohl (* 19. Jahrhundert; † 20. Jahrhundert) war ein deutscher Fußballspieler.

## Karriere

### Vereine
Pohl gehörte der Borussia 1900 M.gladbach an, für die er in den vom Westdeutschen Spiel-Verband organisierten Meisterschaften die Saison 1912/13 als Stürmer in der Verbandsliga, neben den vier Kreisen als regional höchste Spielklasse, Punktspiele bestritt. Als Aufsteiger konnte seine Mannschaft die Klasse als Sechstplatzierter von zehn Mannschaften halten.

### Auswahlmannschaft
Als Spieler der Auswahlmannschaft des Westdeutschen Spiel-Verbandes nahm er am Wettbewerb um den Kronprinzenpokal teil. Nach Siegen im Viertel- und Halbfinale gelangte seine Mannschaft ins Finale. In diesem am 8. Juni 1913 im Deutschen Stadion von Berlin eingesetzt, gewann er mit seiner Mannschaft die Begegnung mit der Auswahlmannschaft des Verbandes Brandenburgischer Ballspielvereine mit 5:3.

## Erfolge
- Kronprinzenpokal-Sieger 1913